# 圣西尔格 (上卢瓦尔省)
圣西尔格（法語：Saint-Cirgues，法語發音：[sɛ̃ siʁɡ]）是法国上卢瓦尔省的一个市镇，属于布里尤德区。

## 地理
圣西尔格（45°8'41"N, 3°24'13"E）面积13.62 平方千米，位于法国奥弗涅-罗讷-阿尔卑斯大区上盧瓦爾省，该省份为法国中南部省份，北起多姆山省和卢瓦尔省，西接康塔爾省，南至洛泽尔省，东临阿尔代什省。
与圣西尔格接壤的市镇（或旧市镇、城区）包括：阿利、阿尔莱、欧巴扎、布拉萨克、拉武特希亚克、圣奥斯特勒穆瓦纳。

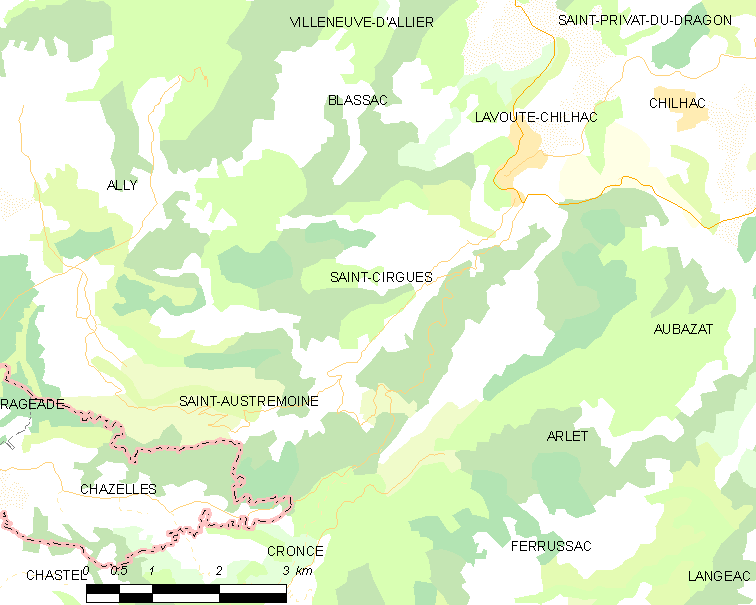
的OSM定位图

圣西尔格的时区为UTC+01:00、UTC+02:00（夏令时）。

## 行政
圣西尔格的邮政编码为43380，INSEE市镇编码为43175。

## 政治
圣西尔格所属的省级选区为拉法耶特地区县。

## 人口

1962-2008年间人口变化图示

圣西尔格于2022年1月1日时的人口数量为164人。